# Гаврилівка (Київська область)
Гаври́лівка — село у Бучанському районі Київської області, за 38 км від Києва. Населення становить приблизно 3000 осіб. Входить до складу Бучанської міської громади. Відстань до Вишгорода становить близько 32 км і проходить автошляхом Р02. Найбурхливіший період розвитку села — 70—80 роки 20-го століття, коли на його території було збудована одна з найбільших в УРСР птахофабрика (ДППЗ «Поліський»).

## Географія
Село Гаврилівка знаходиться на півночі України в зоні мішаних лісів у Бучанському районі, на Київщині.
Село розташоване у мальовничому місці, на сході та на півдні — древній ліс, на півночі — величний ставок в який впадає і з якого бере початок р. Шевелуха, яка далі впадає в річку Кізка — ліву притоку річки Ірпінь. З усіх інших сторін село оточене рясною лісосмугою яка переходить у поля жита, пшениці, кукурудзи та інших сільськогосподарських культур.
Тип ландшафту території села є рівнинний, ґрунти — дернисто-підзолисті. На території села місцями зустрічаються великі поклади глини, що зумовило розквіт гончарства серед населення. Багато людей займалися цією справою тому найстаріше і найпоширеніше прізвище серед корінного населення — «Гончар». З іншими ремеслами пов'язані такі поширені в селі прізвища: «Ковальчук», «Коваленко», «Бондар», «Бондарчук», «Бондаренко».
Місцеве населення умовно ділить село на три частини: «Балахон» (це хати які знаходяться за ставом, на півночі, вулиця Лісна), «Село» (це центральна частина села) та «Поселення» (це десяток чотириповерхових будинків по вулиці Шевченка та вулиці Садовій).

## Легенди про походження села
Існує декілька легенд про зародження села, вони дещо різняться, але майже всі пов'язані з чоловіком на ім'я Гаврило.
Перша легенда:
|  | Колись князь Київський дав в наділ одному своєму дворянину чи то воєводі великий шмат землі за певні заслуги. Цей чоловік збудував собі хутір на землі яку отримав в дарунок, але зрозумівши що сам він не впорається з усім наділом вирішив він поділити його між своїми двома синами, ім’я одному з них було Гаврило. Саме йому перепала частина сучасної Гаврилівки і прилеглі землі. І на цьому місці він вирішив будувати свій хутір, але завдяки тому, що Гаврило був добрим чоловіком він дозволяв простим селянам будуватися біля його хутора за дарма, тому туди пішов народ і утворилося величеньке село яке і отримало назву Гаврилівка себто Гаврилова земля. |

Інша легенда говорить, що був собі заможний чоловік на ім'я Гаврило, який проїжджаючи територією сучасної Гаврилівки зачарувався красою цієї землі і вирішив тут оселитися. Він став першою людиною, що поселилася на цій землі. Згодом біля нього почали будуватися й інші люди. Саме в честь першого поселенця й назване село.
Але ці легенди викликають досить великі сумніви, адже на картах «Большая карта Российской Империи 1812 года для Наполеона», та на «Подробная карта Российской Империи и близлежащих заграничных владений. Столистовая карта. 1816г.» зазначена назва «Юзефовка». А от вже на картах «Специальная карта Западной части России Шуберта 1826—1840 годов» і пізніших — вказано саме «Гавриловка». [Архівовано 14 серпня 2021 у Wayback Machine.]
Тому засновником є, швидше за все, якийсь поляк Юзеф

## Історія села
Село утворилося приблизно в XVII ст.
Роки великих війн та голодоморів позначилися на обличчі та душі Гаврилівки.
Найбільшої шкоди селу завдав Голодомор 1932—1933 рр. У тогочасного населення було відібрано всю картоплю, пшеницю, всі продукти харчування, відбирали худобу, і все що могло принести хоч якусь їжу, розграбовано церкву. Старовинні ікони Божої Матері були вивезені і вважаються втраченими досі. Період був страшним для населення, хоча не такий страшний як в південних частинах області, до канібалізму не доходило. Як говорить очевидця цього періоду, люди що ходили по полю збирали мерзлу картоплю, декому вдавалося навіть дещо сховати, закопавши на городі або сховавши десь в сіні. Загалом більш ніж 10 жителів села померло голодною смертю.
Не встигло село оговтатися від Голодомору, як на розпочалася Друга світова війна. Влітку 1941 німці окупували село. У битві за Гаврилівку лягло 46 радянських солдатів.
У 1979 р. розпочалося будівництво птахофабрики, згодом — ЗАТ «Гаврилівські курчата». Продукція заводу розповсюджувалася по всьому Радянському Союзу, а також експортувалася в деякі європейські країни. Це зумовило потребу робочої сили, що в свою чергу потребувало житла для людей. Тому згодом розпочалося великомасштабне будівництво чотирьох та п'яти поверхових житлових будинків. Невдовзі збудували школу, дитсадок, сільський клуб, лікарню, будівлю сільської ради.

## Культура
В селі працює Палац культури «Поліський»( художній керівник — Молчанова Наталія Степанівна), тут проводяться уроки співів, вчать ігри на музичних інструментах, є гурток театрального мистецтва. При палаці діє аматорський вокальний ансамбль «Калиновий цвіт». Ансамбль ставав лауреатом та переможцем багатьох Українських та закордонних фестивалів та конкурсів. В селі також діє оновлена церква, декілька магазинів та відділення «Нова Пошта».

## Освіта
Середня освіта представлена Гаврилівською ЗОШ І-ІІІ ст., директор — Катан С. А. На території школи містяться Музей історії села та сільський стадіон.

## Медицина
В селі діє медична амбулаторія.

## Постаті
- Устименко Олександр Анатолійович (1983—2014) — лейтенант Збройних сил України, учасник російсько-української війни.
- Михайленко Іван федорович[ru] (1901—1970) — гвардії лейтенант Радянської Армії, учасник Великої Вітчизняної Війни, Герой Радянського Союзу. Його ім'я носить найстаріша вулиця села.

## Галерея

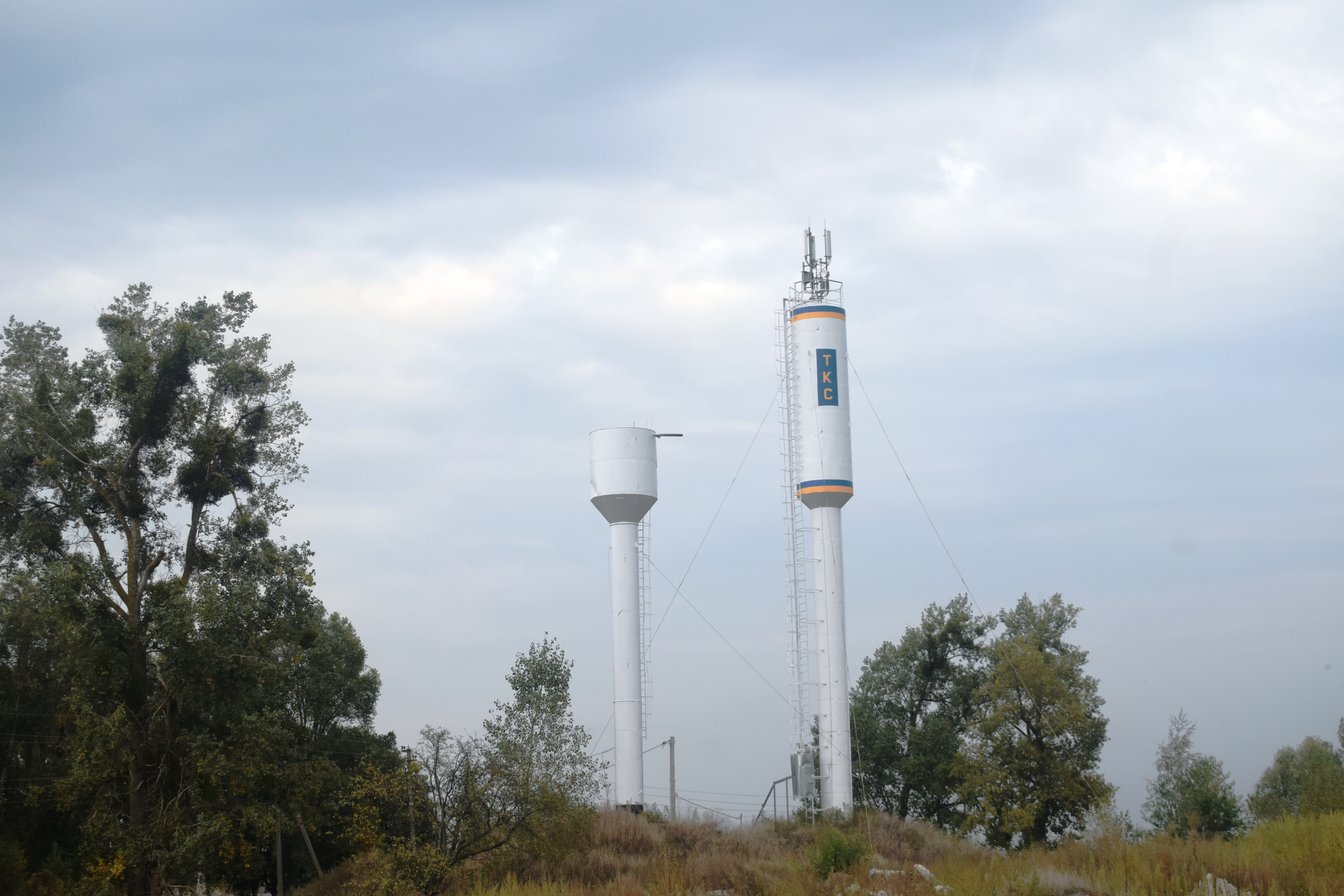
Водонапірні вежі
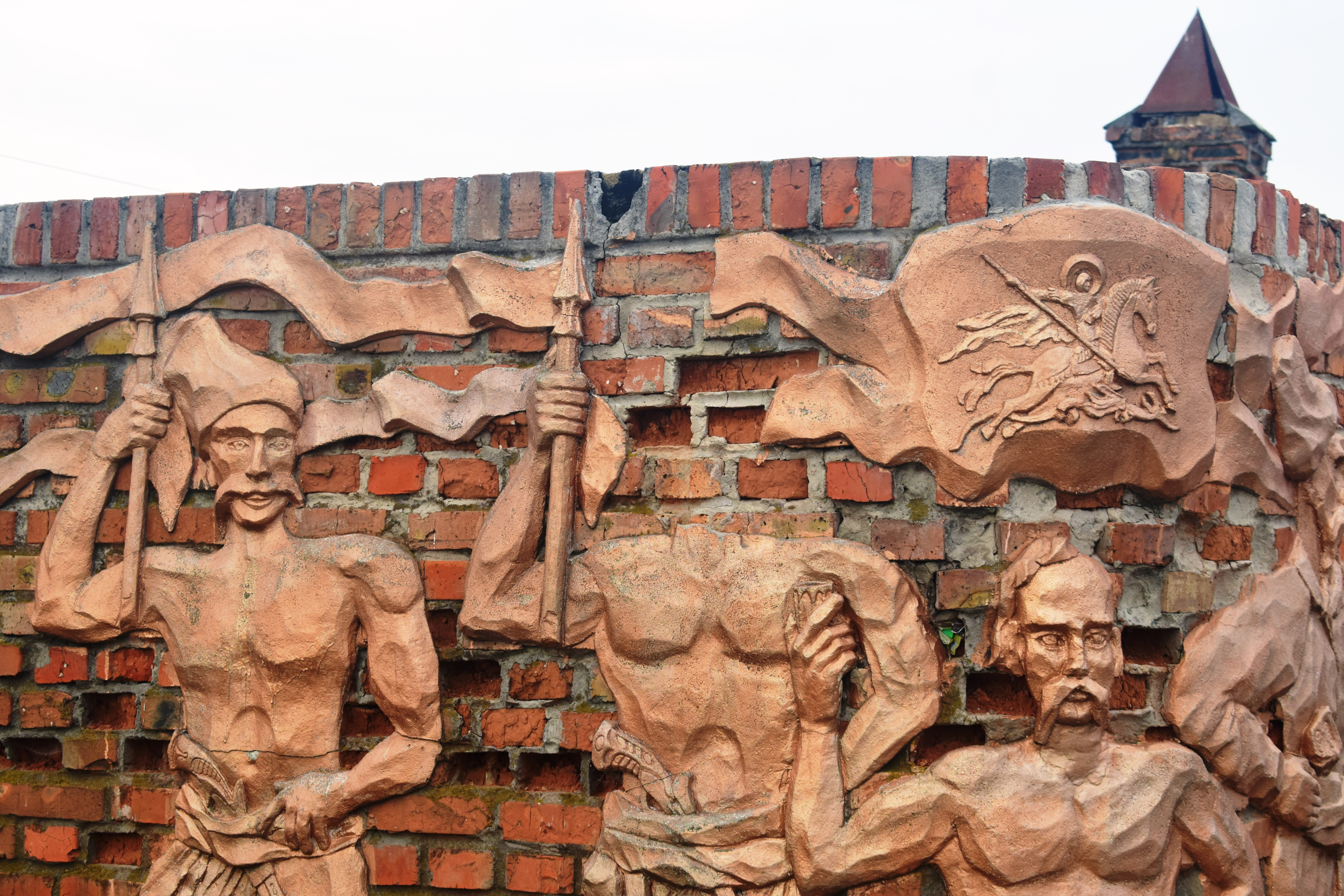
Ліпнина на автобусній зупинці
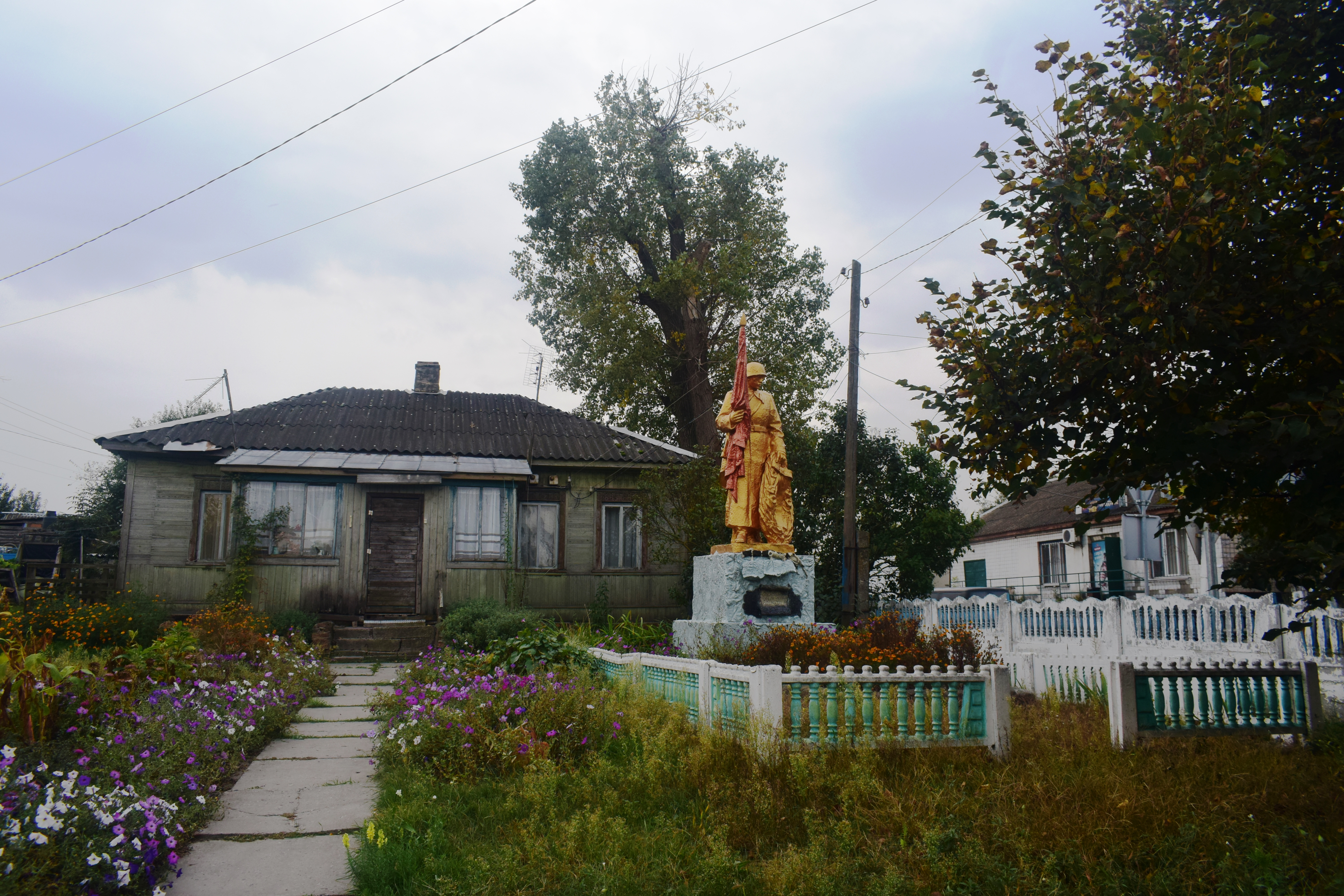
Братська могила радянських воїнів у старої сільради
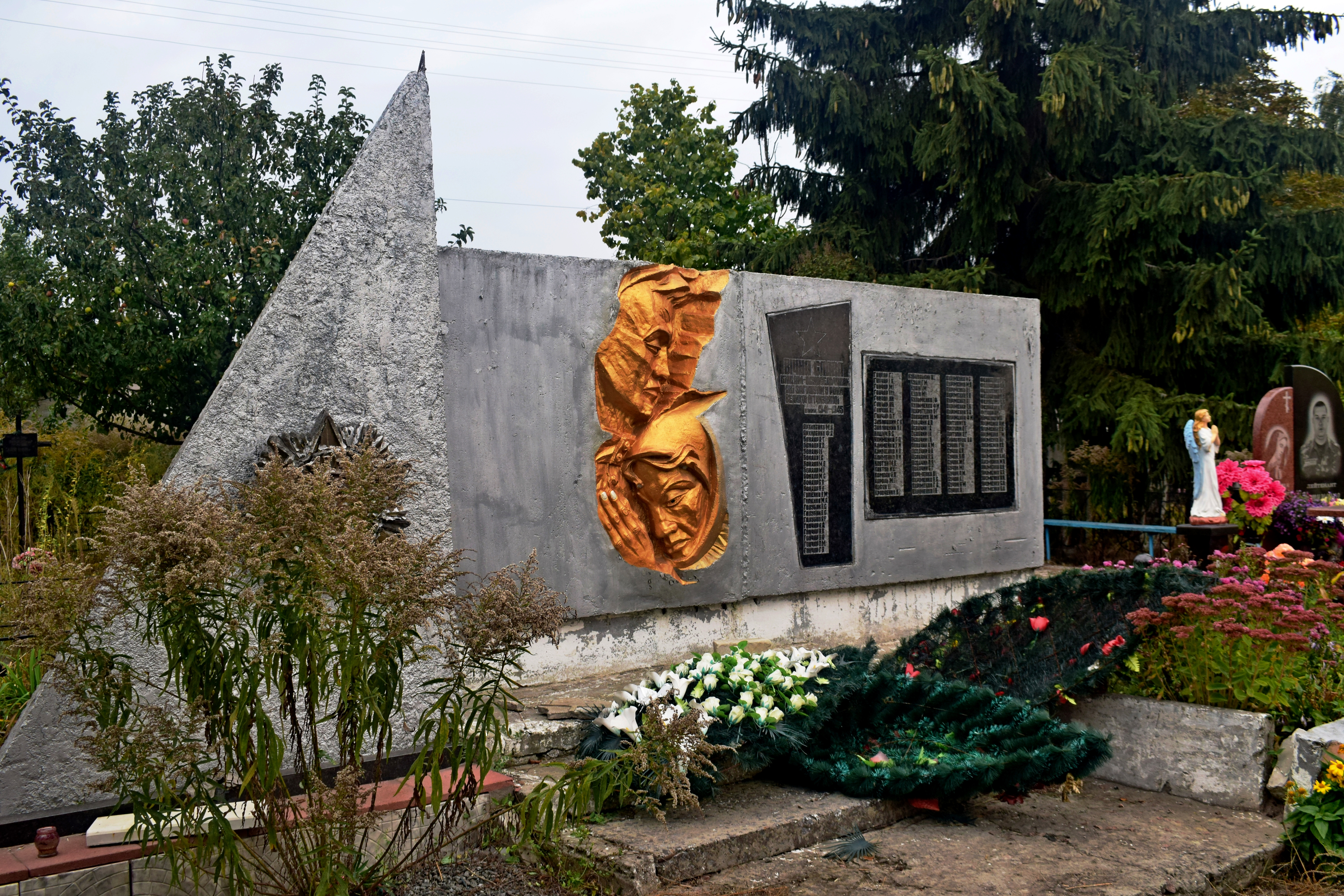
Пам'ятник воїнам-односельцям
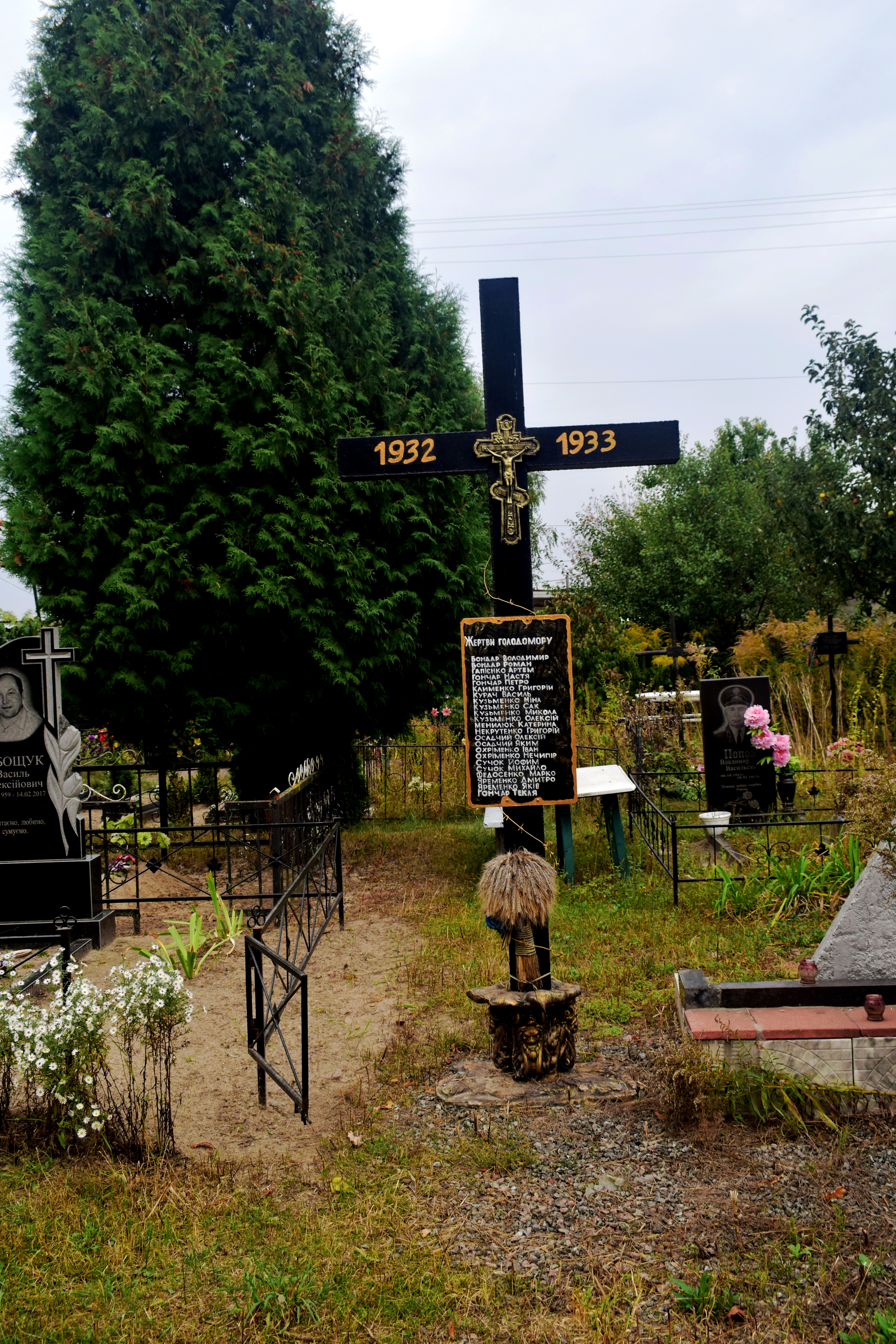
Пам'ятний знак жертвам Голодомору